# Prêmio da Mídia Alemã
O Prêmio da Mídia Alemã (em alemão: Deutscher Medienpreis) é um prêmio de mídia alemão, concedido anualmente desde 1992 pela Media Control GfK International, uma empresa com sede em Baden-Baden e responsável pela elaboração do Media Control Charts, a principal parada musical da Alemanha.
Iniciado por Karlheinz Kögel, fundador da empresa, para honorar personalidades da vida pública, o premiado é escolhido por um júri de diversos redatores-chefes dos principais jornais e meios de comunicação alemãos. O prêmio, entregue numa cerimônia em Baden-Baden, consiste numa escultura no estilo do maiólica originalmente criada pelo artista suíço Roland Junker, sendo reproduzida com variações na forma e cor por uma manufatura em Karlsruhe cada ano da premiação .

## Lista dos premiados e laudatórios[1]
| Ano  | Premiado                                           | Laudatório                         |
| ---- | -------------------------------------------------- | ---------------------------------- |
| 1992 | Helmut Thoma                                       | Thomas Gottschalk                  |
| 1993 | Helmut Kohl                                        | Jens Feddersen                     |
| 1994 | François Mitterrand                                | Helmut Kohl                        |
| 1995 | Yasser Arafat e póstumo Yitzhak Rabin              | Klaus Kinkel                       |
| 1996 | Boris Iéltsin                                      | Helmut Kohl                        |
| 1997 | Rei Hussein da Jordânia                            | Roman Herzog                       |
| 1998 | Nelson Mandela                                     | Jürgen Schrempp                    |
| 1999 | Bill Clinton                                       | Karlheinz Kögel                    |
| 2000 | Gerhard Schröder                                   | Frank Schirrmacher                 |
| 2001 | Rudolph Giuliani                                   | Thomas Middelhoff                  |
| 2002 | Rainha Sílvia da Suécia e Rainha Rania da Jordânia | Liz Mohn e Sabine Christiansen     |
| 2003 | Kofi Annan                                         | Wolfgang Thierse                   |
| 2004 | Hillary Clinton                                    | Angela Merkel                      |
| 2005 | Bono                                               | Joschka Fischer                    |
| 2006 | Rei Juan Carlos da Espanha                         | Plácido Domingo                    |
| 2007 | Steffi Graf e Andre Agassi                         | Dieter Zetsche e Thomas Middelhoff |
| 2008 | Dalai Lama                                         | Roland Koch                        |